# Idionella nesiotes
Idionella nesiotes is een spinnensoort in de taxonomische indeling van de hangmatspinnen (Linyphiidae).
Het dier behoort tot het geslacht Idionella. De wetenschappelijke naam van de soort werd voor het eerst geldig gepubliceerd in 1924 door Crosby.